# 萨尔茨堡州
萨尔茨堡州（德語：Salzburg，德語：[ˈzaltsbʊʁk] ⓘ）是奥地利共和国的一个州，位于奥地利与德国的交界处，首府为萨尔茨堡。

## 历史
萨尔茨堡在神圣罗马帝国时期是其一个独立的大主教教区，直到1803年被作为赔偿割让了弗朗茨二世的兄弟托斯卡纳大公斐迪南三世。1805年，奥地利人在奥斯特利茨战役中失利，蒂罗尔被割让给巴伐利亚，作为交换，萨尔茨堡划归奥地利。1809年，奥地利再次失利，萨尔茨堡被移交给了巴伐利亚。1816年，拿破仑战败，萨尔茨堡归还给奥地利。自此，萨尔茨堡成为了奥地利的一个州。

## 行政区划
萨尔茨堡州共分为1市5县（括号内为其首府）：
- 萨尔茨堡（独立市）
- 滨湖采尔县（滨湖采尔）
- 蓬高地区圣约翰县（蓬高圣约翰）
- 塔姆斯韦格县（塔姆斯韦格）
- 哈莱因县（哈莱因）
- 萨尔茨堡城郊县（萨尔茨堡）

## 列支敦士登峡谷
列支敦士登峡谷是阿尔卑斯山最长最深的峡谷之一，它位于蓬高圣约翰附近的小镇。